# Île de Tarout
L'île de Tarout (en arabe : جزيرة تاروت, Jazirat Tarut) est une île située à l'ouest du golfe Persique, au large de Qatif, qui fait partie de la province orientale d'Arabie saoudite, Ach-Charqiya.

## Géographie

### Localisation
L'île de Tarout est située dans une zone tranquille à six kilomètres de la côte, 26 ° nord et 50 ° Est, dans la province orientale de l'Arabie saoudite, entre Khobar-Dammam et al-Jubayl, en face de Ras Tanura et Qatif. Elle est reliée à Qatif par deux chaussées.
L'île compte de nombreuses petites villes et villages, dont Tarout, Sanabes, Daraïn, Ar-Rabaieyah, Az-Zour, Turkeya (officiellement Ar-Rawdha), Almhaddoud (Hai Al-Fath), et Al-Mazro ». Tarout, la principale agglomération, se compose des districts de Deerah, Aldshah, Alouqaf, Aredh Aljabl, Alvseel, Alhawami, Fareqk Al-Atrash, etc.
La zone est géologiquement stable, sans séisme enregistré, avec des nappes d'eau souterraine peu profondes.

### Population
La population totale de l'île est en 1992 de 38 055 habitants, musulmans chiites, avec 4 440 maisons.
Les premières populations sont mal déterminées, principalement sémitiques, originaires de la péninsule (nord-)arabique, dont les Phéniciens, qui ont ensuite migré vers la côte méditerranéenne. Les Perses auraient également forcé des groupes de prisonniers romains à vivre sur la côte du Golfe et dans le sud de l'Irak. Les principales tribus arabes qui ont survécu dans la péninsule Arabique de l'Est voici plus de 2 000 ans sont Abdel Al-Qays, Kebe, Iyad et Abou Kion.

### Climat
La température chaude est constante, hiver (environ 0 °C (32 °F) à minuit et 25 °C (77 °F) dans l'après-midi) comme été (environ 40 °C (104 °F) en après-midi et 30 °C (86 °F) en soirée).
Vu la proximité de la côte, le taux d'humidité est très élevé, jusqu'à 96 %. Les précipitations sur l'île sont rares, généralement en décembre et janvier.

## Histoire
Tarout signifie bonté et beauté dans les langues sémitiques. Le nom de l'île varie, TARO, THARRO, TWARO', dans la littérature grecque, dont la fameuse «Géographie de Ptolémée», Taru dans les textes chinois, et Ashtarut dans l'histoire arabe.
Les Cananéens et les Phéniciens, qui y ont vécu à l'origine, amoureux de la beauté du site et de la ville, l'ont nommée Ashtarut.
L'île aurait été habitée dès l'âge de pierre, depuis près de 7 000 ans. Elle a vu passer plusieurs civilisations, et a appartenu à de nombreux empires et pays : Dilmun, Akkad, Assur, Empire perse, pays islamiques, empire portugais, empire ottoman.
L'île est un lieu de transit de marchandises et un centre commercial entre différents mondes, indien, péninsule Arabique, Irak.
L'île dispose de nombreuses ressources naturelles, avec la pêche et les perles.
Le traité de Daraïn, signé sur l'île le 26 décembre 1915, établit une entente entre les Britanniques et Ibn Séoud lors de la Première Guerre mondiale.
Aujourd'hui, Tarout est rattachée à la ville de Qatif.

## Archéologie
La majorité des objets découverts sur l'île sont la propriété du Musée national de Riyad, et du Musée régional de Dammam. Certains sont réputés avoir été importés au cours de la longue histoire de l'île.
Les découvertes les plus importantes datent de recherches officielles de 1968. Une mission danoise exhume une poterie cassée datée de 6 500 ans, et d'autres de 5 000 ans. La dernière découverte importante date de 1993, sur la colline d'Alerbeieh.
Parfois, des dépôts antiques sont trouvés lors de travaux de fondation : ainsi, un garagiste a atteint des tombes vieilles de 4 000 ans, un agriculteur a découvert des pierres précieuses et des bocaux, un concierge en 1959 a trouvé des roches gravées en langue saba pendant le nettoyage d'une rue; une municipalité de Qatif a découvert 1962 de la poterie, des ustensiles en métal, et une statue de pierre datant de l'âge de pierre.
Pour la construction d'un pont entre Qatif et Tarout, une agence gouvernementale a décidé d'exploiter le sable de la colline d'Alerafeeuh; et, en 1980, une entreprise voulant prolonger des conduites d'eau a trouvé un vieux pot rempli de pièces d'argent.
Dans les années 1970, dans un bosquet de palmiers arbres, on a découvert des sépultures du IIIe millénaire av. J.-C., avec de la vaisselle en céramique et des objets métalliques. Principalement, des bateaux sculptés avec des décors sculptés en chlorite, de «style interculturel», proche de vaisselle de Mésopotamie, du plateau iranien, de la vallée de l'Indus et de l'Asie centrale.
La Statue de Tarout ou Khadem Abid, exposée au Musée national de Riyad, en calcaire, haute de 94 cm, représente un homme debout, dans une pose de prière et de recueillement, de facture mésopotamienne sumérienne.
La Statue au destin inconnu est une statue en calcaire, sans tête, fixée sur socle, de la civilisation grecque antique. Haute d'environ un mètre, la statue représente une jeune fille au corps grassouillet, portant des chaussures, de belle facture. Son destin est inconnu dans la mesure où l'administration municipale de la ville de Qatif l'a réenterrée, avec les autres antiquités découvertes, dans la ferme de Alaiyashi; puis Peter B. Cornwall, qui se spécialise dans la civilisation de Dilmun, l'a retirée en 1940; et depuis nul ne sait ce qu'elle est devenue.

## Visites
Deerah ou Dayra semble être la cité la plus ancienne de la région, vieille de 7 000 ans. Les maisons appartiennent au patrimoine du golfe Persique, malheureusement presque toutes détruites, par la négligence et l'urbanisation. Chacun peut y accéder facilement. Certaines sont encore habitées par des pauvres gens accueillants.
Le Château de Tarout est le château le plus célèbre de la province orientale, et le plus ancien du Golfe Persique. Construit par les Portugais au XVIe siècle, sur les décombres d'un bâtiment plus ancien de 5 000 ans. Situé au centre de l'île, à Ishtarut, près du trou d'eau d'Al-Awda, il est désormais sur la magnifique rue principale à proximité des principaux services et commerces. Malgré l'érosion naturelle, les années, la négligence, il reste un emblème important du passé.
Le bain des ânes, à Aldeerah, au bout du canal de l'Ein Al-aoudeh canal, où on lavait les ânes, principal moyen de transport d'autrefois, a été complètement détruit en 1996.
Le château du cheikh Mohammed Abdelwahab, à Dareen, construit en 1885 par et pour ce grand commerçant en perles, a été un lieu de rencontre, d'hospitalité, et de négoce, désormais en ruine.
La ville de Dareen, au sud ouest a des ports célèbres, datant au moins de l'époque grecque, qui ont servi au commerce dans le Golfe en musc, parfums, textiles (soie de Chine), épices, pierres précieuses, ivoire (Afrique de l'est), bois... Les perles et leur marché ont fait sa célébrité vers 1880. L'activité principale actuelle se résume à la pêche de poisson pour les villes voisines.